# Heiligen-Geist-Kirche (Wismar)

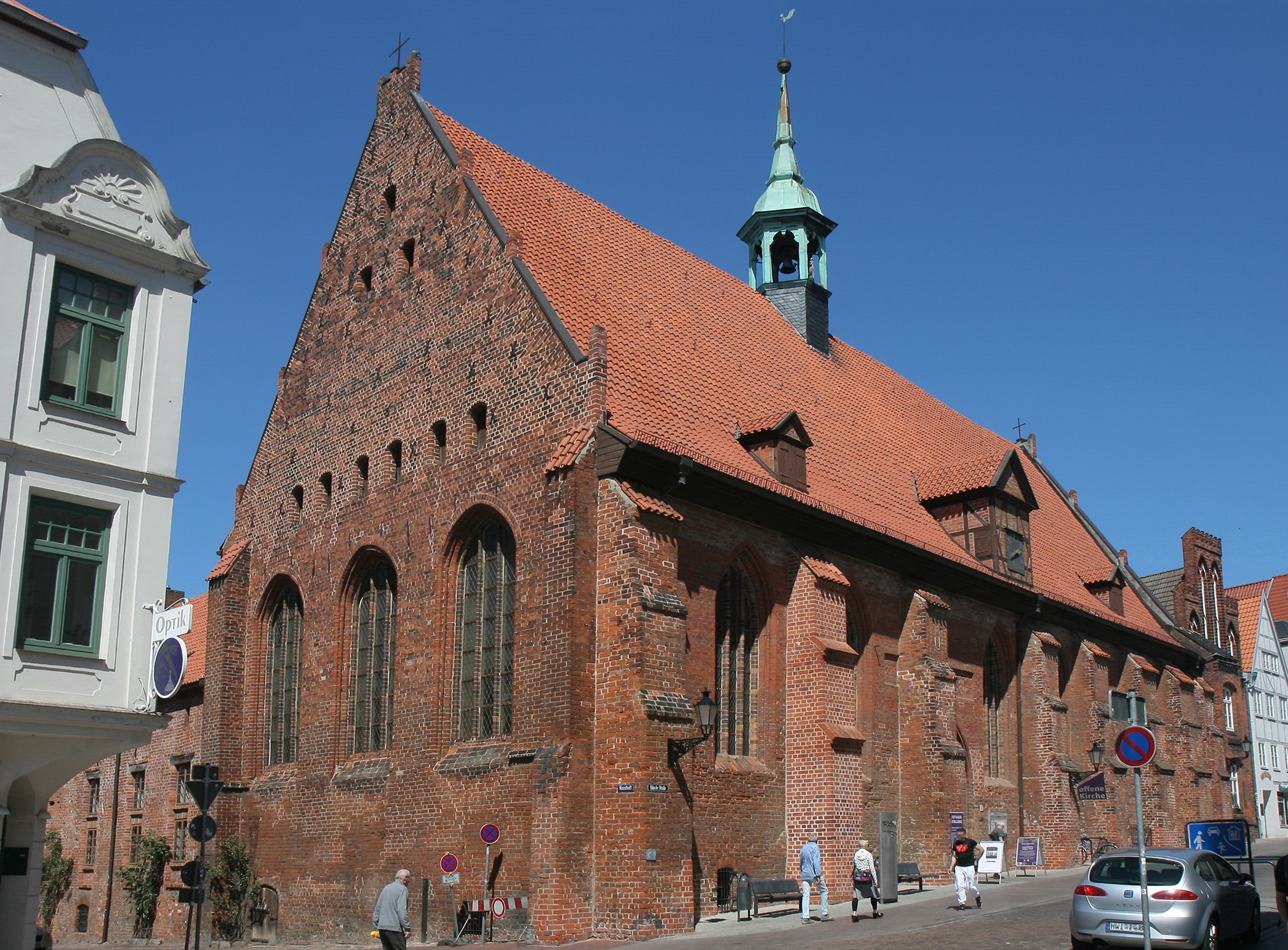
Heiligen-Geist-Kirche

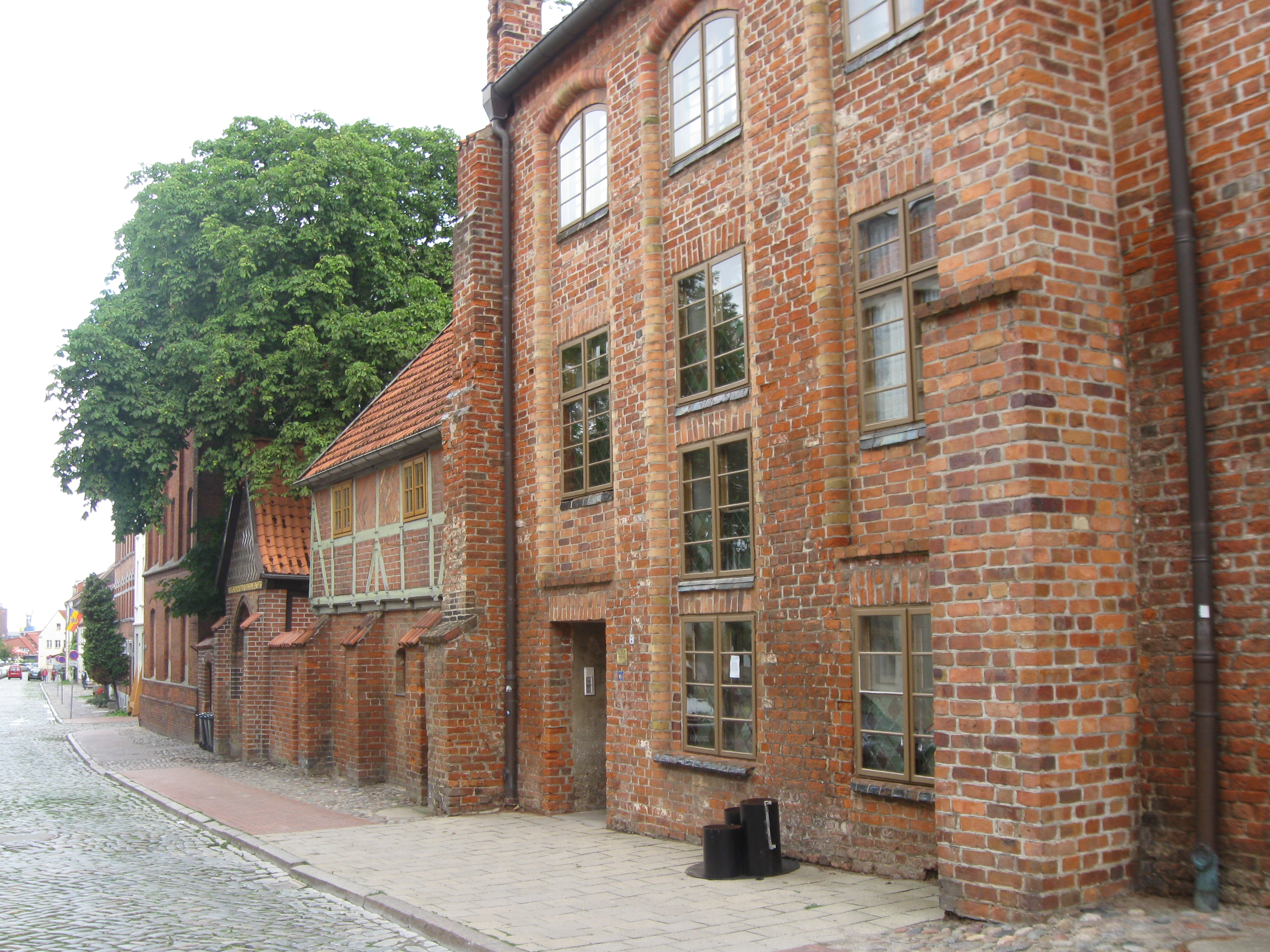
Die Heiligen-Geist-Kirche aus Sicht der Neustädter Straße

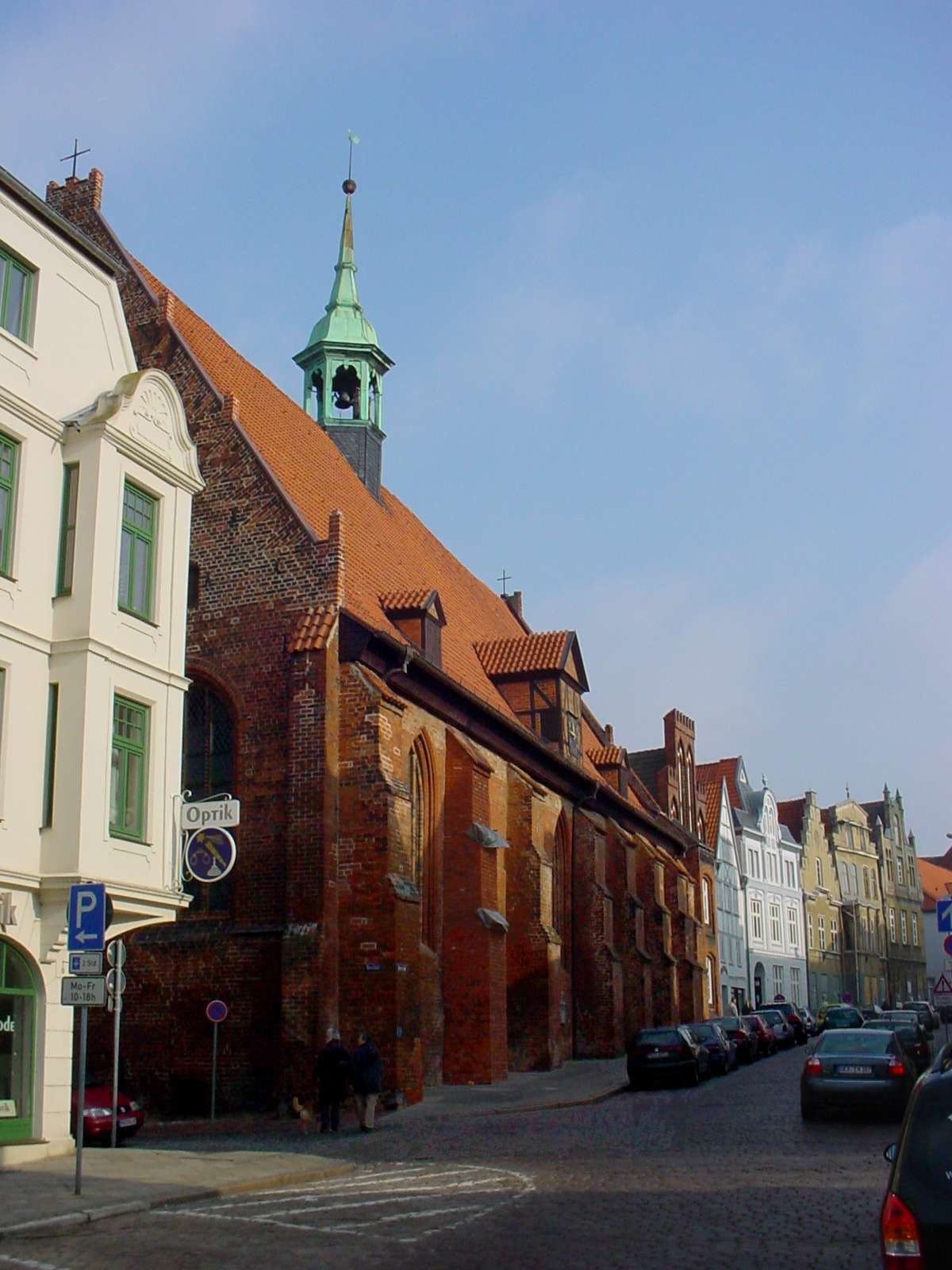
Die Heiligen-Geist-Kirche von Südwesten

Die Heiligen-Geist-Kirche in der Hansestadt Wismar gehört zum Heiligen-Geist-Hospital, das Mitte des 13. Jahrhunderts in der Altstadt von Wismar gegründet wurde. Die Kirche befindet sich in der Lübschen Straße Ecke Neustadt. Die Kirche war eine Spitalkirche, in der Kranke und Bedürftige versorgt und gepflegt wurden. Zur Unterbringung waren im angeschlossenen Langhaus Zellen vorhanden.

## Geschichte und Architektur
Die Genehmigung zur Abhaltung eigener Gottesdienste und zur Errichtung eines Kirchhofes wurde 1255 erteilt.
Das Hospital wurde 1323 unter päpstlichen Schutz gestellt und die Privilegien wurden erneuert. Mit dem Bau der Kirche wurde nach 1320 begonnen. Die Weihe des Hauptaltares ist für 1326 belegt, sie wurde von Bischof Marquard von Ratzeburg vorgenommen. Der heutige einschiffige schlichte Bau aus Backstein stammt im Wesentlichen aus dem ersten Drittel des 14. Jahrhunderts und war zunächst gleichzeitig Gotteshaus, Klinik und Herberge. Der Außenbau ist durch Rücksprungportale in spitzbogiger Form und sechs spitzbogige Fenster gegliedert. Der Eindruck dieser Eingangsseite wird durch die mächtigen Stützpfeiler, die aus der zweiten Hälfte 17. Jahrhunderts stammen, beeinträchtigt. Ebenfalls in der zweiten Hälfte des 17. Jahrhunderts wurden dem Satteldach Gauben und ein Dachreiter aufgesetzt. Nach dem Ergebnis von dendrochronologischen Untersuchungen wurden der Giebel um 1665 und der Dachstuhl um 1690 angefertigt. Das Rücksprungportal an der Nordseite besitzt eingelegte Rundstäbe, beim Bau wurden glasierte Ziegel verwendet. Unter dem Kranzgesims ist der Rest eines Rundbogenfrieses des Vorgängerbaues von 1255 erhalten. Von diesem stammen auch Teile der östlichen Umfassungsmauern. Der Innenraum wirkt hell und leicht. Überspannt wird dieser Raum durch eine kunstvoll bemalte Holzbalkendecke aus dem 17. Jahrhundert; sie ist etwa 40 Meter lang und 14 Meter breit. Die Spitzbogenblenden an der West- und Ostwand und die bemalten Zuganker aus mittelalterlicher Zeit weisen auf die Einwölbung von 1371 mit einer Holztonne hin. Der Durchgang zum langen Haus, die Unterkunft der Bedürftigen und Kranken, befindet sich an der Nordseite. 1411 wurde im Nordwesten das Lange Haus als Siechenhaus angebaut. Bis zur Reformationszeit war es zur Kirche hin offen, um den Kranken die Teilnahme am Gottesdienst zu ermöglichen. Die Hofanlage auf der Nordseite der Kirche, der Heiligen-Geist-Hof, war früher von Fachwerkbauten umgeben. Im Mittelalter wurde der Kirchenraum zeitgleich als Gotteshaus sowie Herberge und Klinik für Obdachlose, Reisende, Pilger und Bedürftige genutzt. Die Betten standen an den Längswänden. Die Lebensmittel zur Versorgung der Menschen wurden zum großen Teil aus den großen landwirtschaftlichen Besitzungen gewonnen. Diese Lebensmittel wurden in dem Gewölbekeller unter der Westseite gelagert. Ab der zweiten Hälfte des 16. Jahrhunderts wurde die Kirche nicht mehr als Wohnraum genutzt. Die Fürsorge für die Kranken und Armen wurde in die Gebäude des ehemaligen Dominikanerklosters verlegt, dies war durch die Reformation frei geworden. Der Kirchenraum wurde umgestaltet; eine Kanzel und ein Kirchengestühl wurden aufgestellt. Im langen Haus wurden kleine Wohnungen für ältere Menschen eingerichtet. Nach 1945 wurde zahlreiches Kunstgut aus den beschädigten anderen Wismarer Kirchen in die Heiligen-Geist-Kirche verbracht. Das ehemalige Triumphkreuz der Kirche befindet sich heute in der Stadtkirche St. Nikolai in Grevesmühlen.
Der Innenhof wurde bis 2020 nach Plänen von Adolphi - Rose (Kahlenberg b. Wismar) neu gestaltet bei Erhalt des mittelalterlichen Brunnens und des Laufbrunnens von 1908.

## Malereien

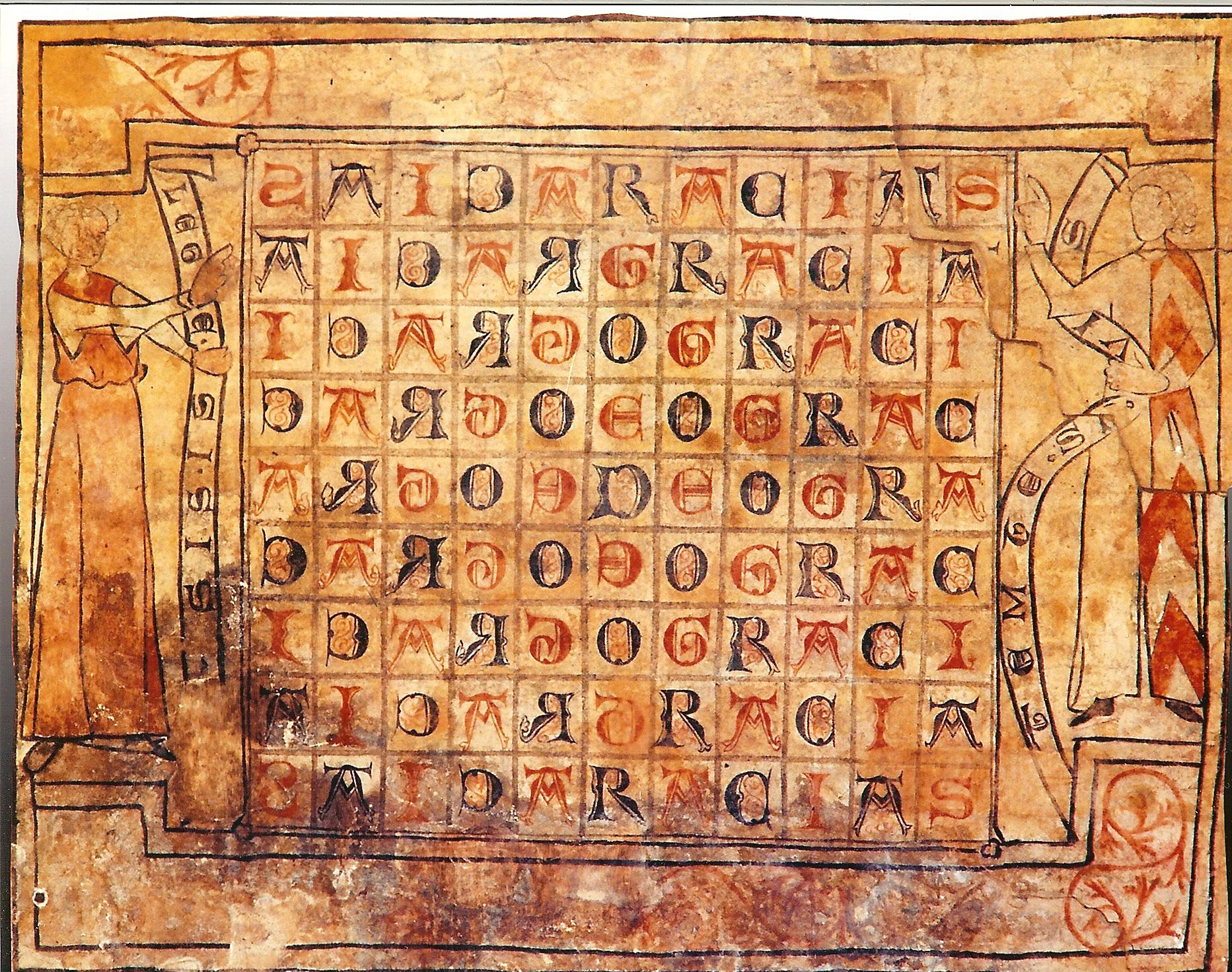
„DEO GRACIAS“-Fresko

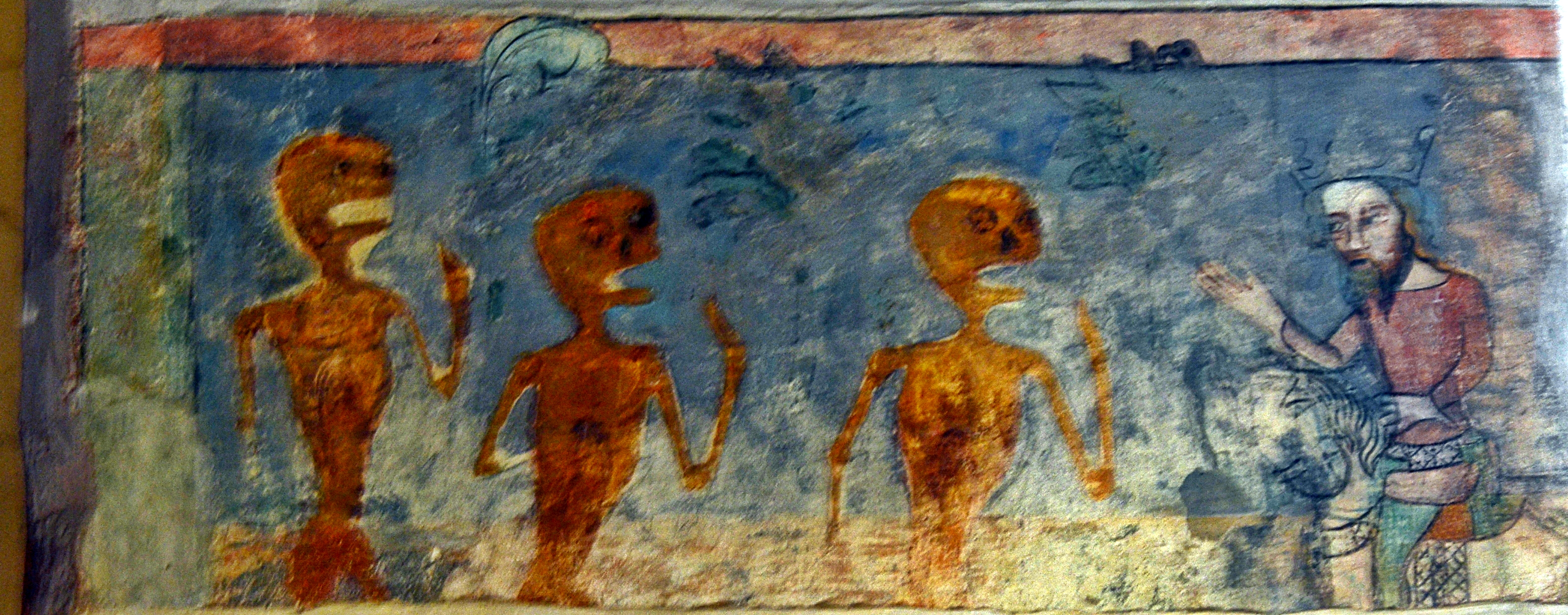
Bildfragment der Legende
„Drei Lebende - Drei Tote“.

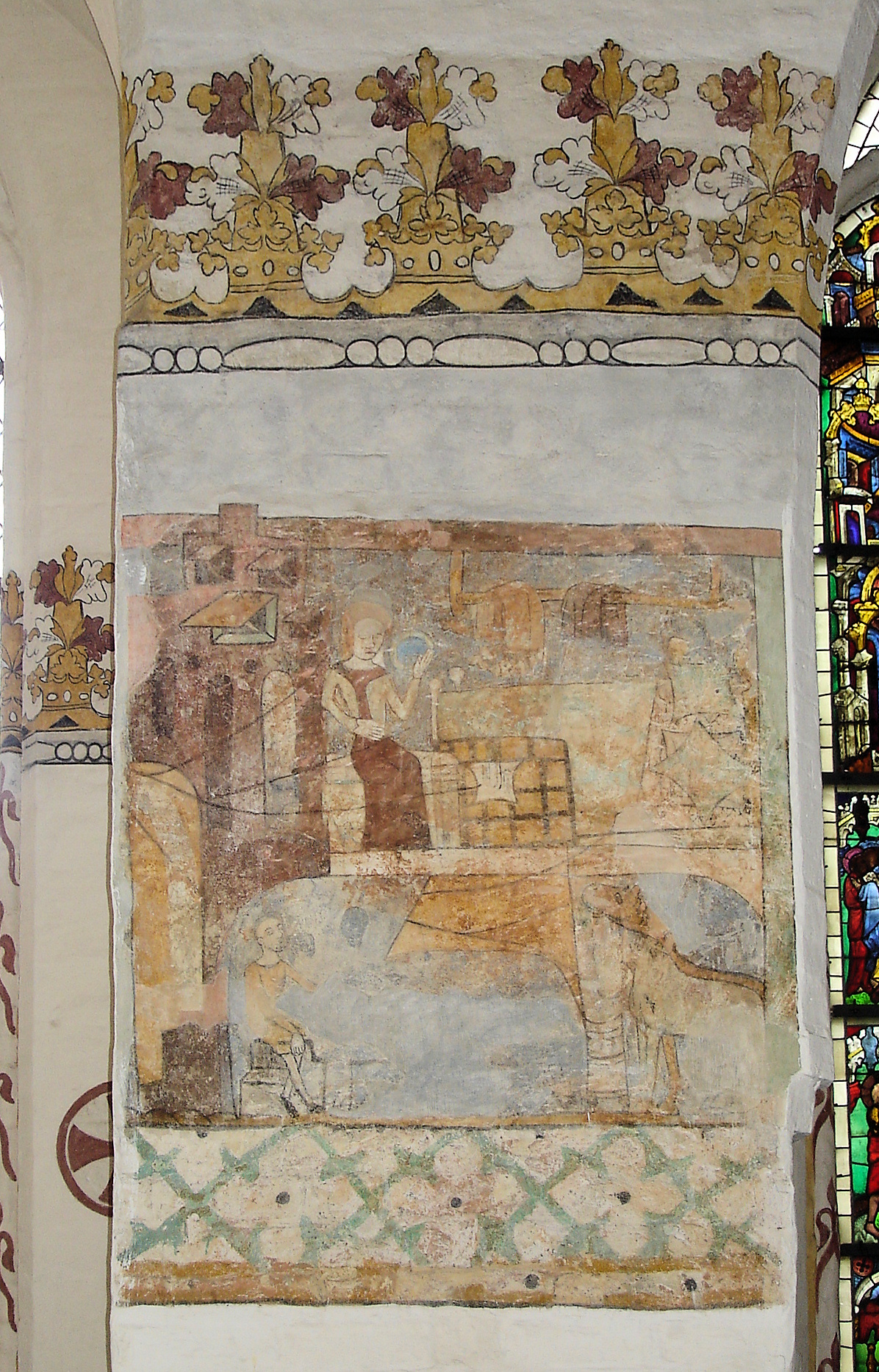
Wandmalerei

Das 1968 freigelegte Deo-Gracias-Fresko aus dem frühen 14. Jahrhundert kann als Übungsaufgabe zur Kombinatorik dienen. Der lateinische Satz „Deo Gracias“ (auf Deutsch „Dank sei Gott“) kann in einem Feld von 99 Buchstaben auf insgesamt 504 Wegen gelesen werden. Es gilt als bislang einmalig in Deutschland.
An der Nordwand sind Reste von gleichnishaften Darstellungen aus der Zeit um 1400 erhalten. Sie wurden bei Renovierungsarbeiten in der Zeit von 1964 bis 1978 aufgedeckt und zeigen Fragmente aus der Legende Drei Lebende – Drei Tote.
Das Kreuzblumenfries wurde um 1600 gemalt.
Die Innenseite der Tür, mit der die Sakramentsnische an der Ostseite verschlossen wird, ist mit dem thronenden Christus, begleitet von zwei musizierenden Engeln, bemalt. Die Tür stammt noch von dem romanischen Vorgängerbau, die Malerei ist die zweitälteste erhaltene in Mecklenburg.
Die Decke ist im Farbwechsel Rot-Gelb-Weiß, der sich neunmal wiederholt ausgeführt. Die Bretterdecke zeigt in 26 Bildern eine gewaltige Darstellung der biblischen Geschichte, die in Medaillon dargestellt sind. Üppiges Arkanthusblattwerk wird durch über 100 spielende Putten belebt. Im ersten Medaillon an der Ostseite wird die Erschaffung des Lichts am ersten Tag der Schöpfung gezeigt. In den weiteren Bildern sind unterschiedliche Phasen der Schöpfung und der Entstehung des Lebens dargestellt. Das Paradies wird lebensfroh gezeigt. Es folgen die Vertreibung aus dem Paradies und der Brudermord von Kain an Abel. Die Sintflut endet mit der Errettung des Noah. Ein weiterer Höhepunkt ist der Turmbau zu Babel und dann folgen die Geschichten der Patriarchen. Die Vorlagen für die Malereien sind bei Matthäus Merian zu finden, er hatte sie für eine Bilderbibel angefertigt. Bei Merian wurde Gott durch das Dreiecksauge dargestellt. Hier wird Gott in leiblicher Gestalt gezeigt.
Auf den beiden Türflügeln, die den westlichen Wohntrakt von der Kirche abtrennen, wurden 1978 unter mehreren alten Farbschichten die Bilder zweier Kraniche aus der Rokokozeit freigelegt. Der Kranich gilt nach Plinius als Wächter der Nacht. Er trüge angeblich einen Stein, um nicht einzuschlafen.

## Glasmalereien

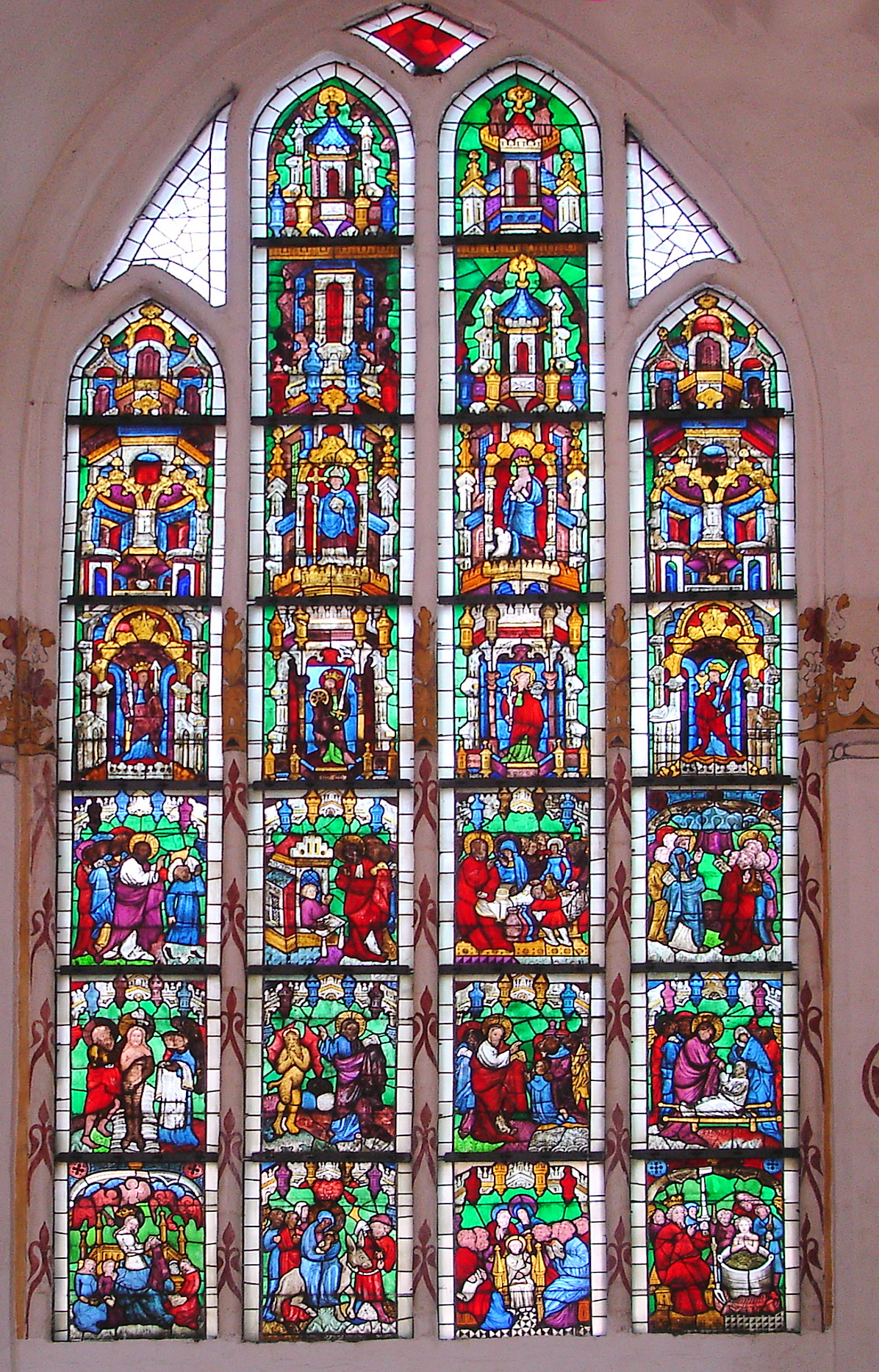
Glasfenster

Im östlichen Teil der Doppelkapelle ist in der nördlichen Wand ein Fenster zu sehen. Die 26 Scheibenfelder kommen ursprünglich aus St. Marien, wurden im späten 14. Jahrhundert im weichen Stile Meister Bertrams gefertigt und gelten als eine der bedeutenden Arbeiten im Ostseeraum. 15 Felder zeigen Szenen aus dem Leben von Jesus und Maria, auf sieben Bildern werden Heilige dargestellt, die anderen Felder sind mit Architekturdetails gefüllt. Die Malerei zeigt eine Verwandtschaft zu der des Meister Bertram. Der Zyklus zeigt folgende Szenen: Maria in der Spinnstube, Die Flucht nach Ägypten, Der zwölfjährige Jesus im Tempel, den Evangelisten Johannes im Martyrium, Die Taufe Jesu im Jordan, die Versuchungsgeschichte, die Heilung des Besessenen, Die Auferweckung des Jünglings, Die Heilung des Gichtbrüchigen, Berufung des Matthäus vom Zoll, Hochzeit zu Kana und die Himmelfahrt Christi. Als Heilige werden dargestellt: Ursula, Katharina, Dorothea, Barbara und Thomas Becket. 1970 wurden die Scheiben in Erfurt restauriert, danach wurde die heutige Bildfolge festgelegt.

## Kapellen
An der Nordseite wurden drei Kapellen angebaut.
Die große zweigeschossige Kapelle am Chor, die ehemalige Beinhauskapelle, wurde 1371 errichtet. Die Stützpfeiler sind abgetreppt; das Untergeschoss wurde früher als Beinhaus genutzt, das Obergeschoss ist mit einem stichbogigen Portal ausgestattet. Das Terrakottafries zeigt Fabelwesen und Eichenlaub. Die beiden Satteldächer mit Blendgiebeln wurden bei der Renovierung im Jahr 1908 hinzugefügt. Das Obergeschoss war früher durch zwei Arkaden, die zum Chor geöffnet waren, verbunden. Die Öffnung ist mittlerweile vermauert.
Zwei weitere Kapellen befinden sich unter dem Dach des Kirchenschiffes. Diese beiden flachen Kapellen wurden im ersten Drittel des 15. Jahrhunderts gebaut, sie waren durch Wandnischen an den Kirchenraum angeschlossen.

## Ausstattung

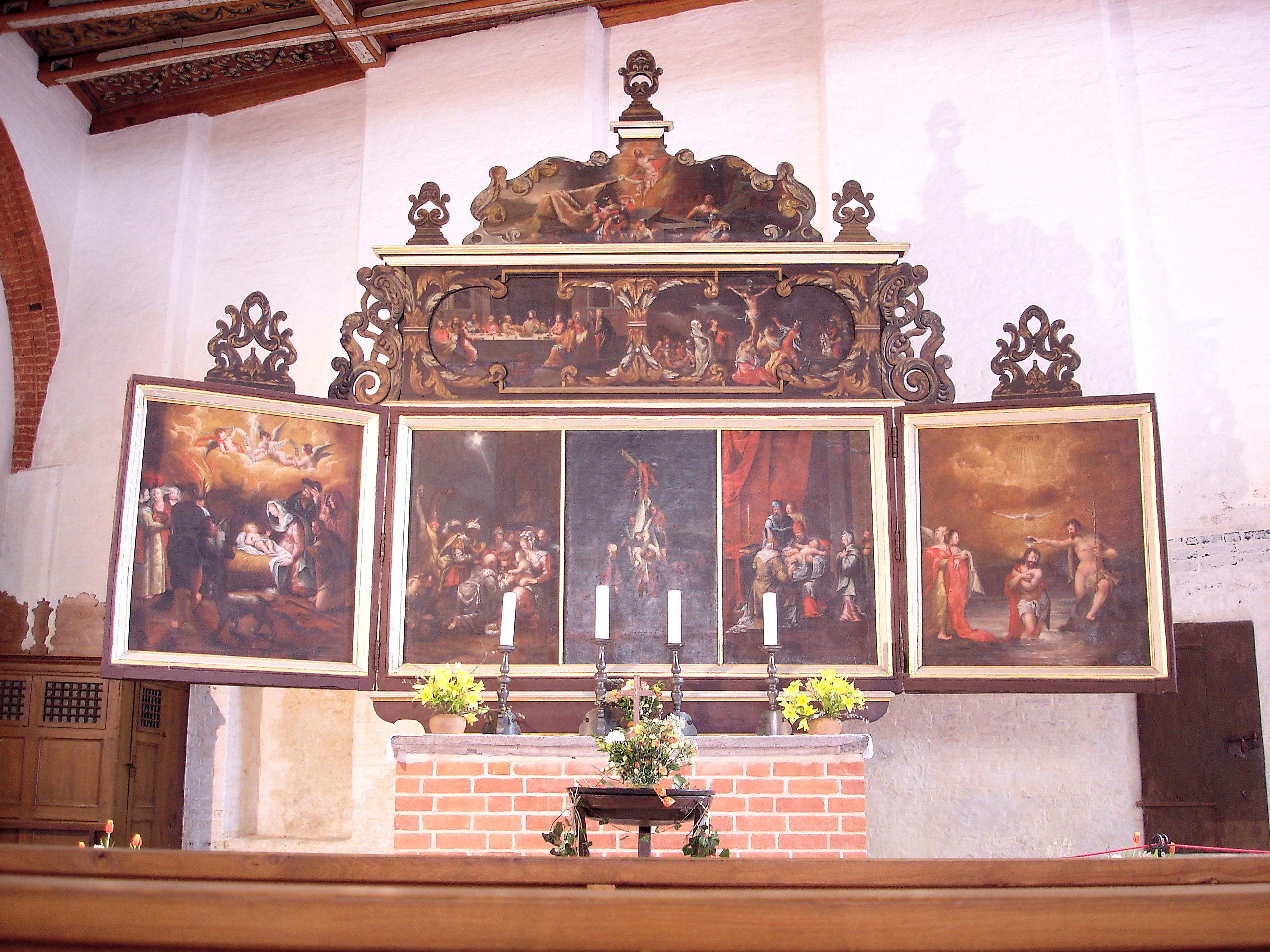
Der Hauptaltar

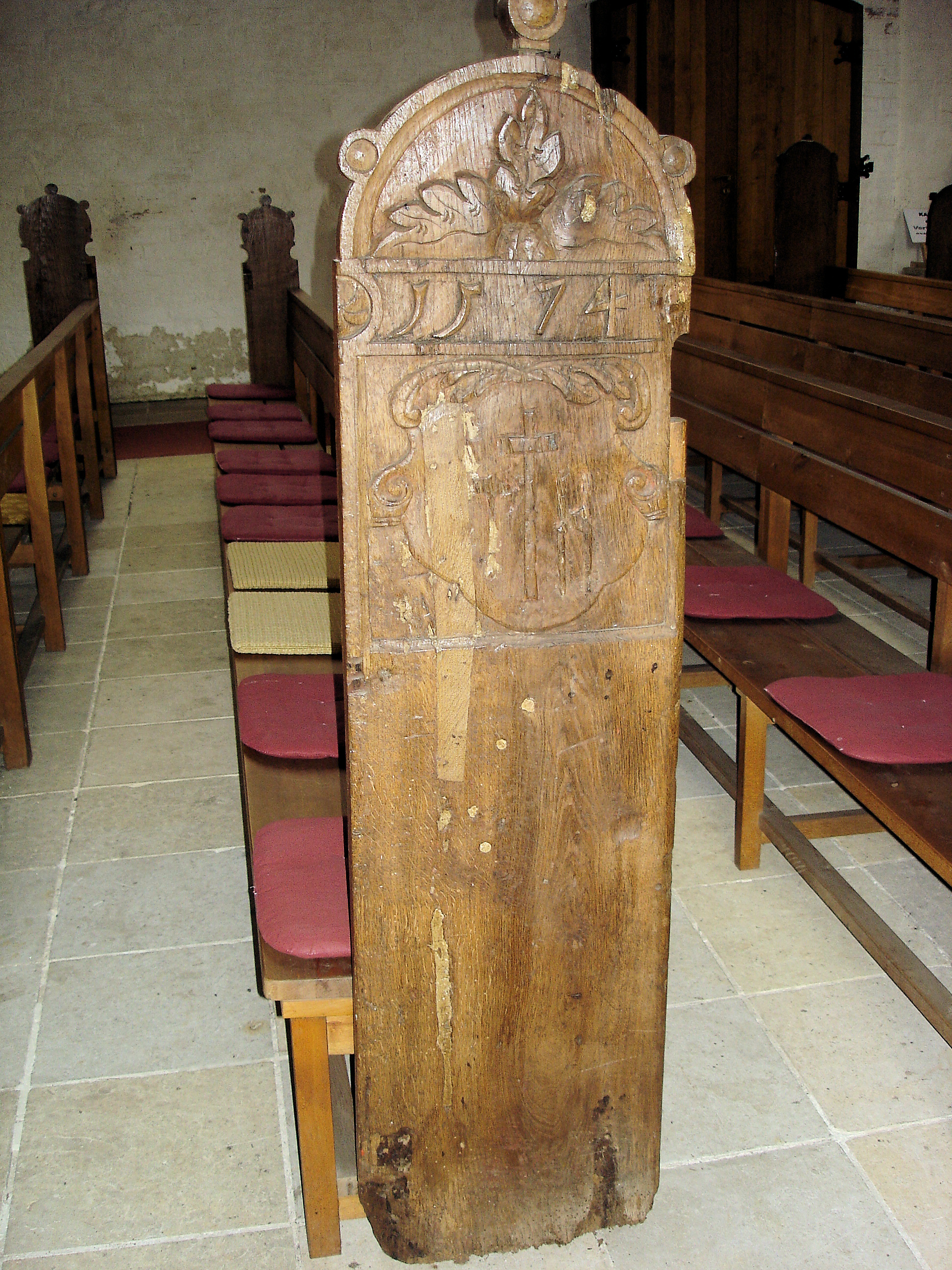
Eine beschnitzte Wange des Gestühls

Der Hauptaltar aus gotischer Zeit wurde in der zweiten Hälfte des 17. Jahrhunderts in barocker Art umgebaut. Die beiden Seitenflügel und der Mittelschrein wurden als Rahmen für eine biblische Bilderkomposition verwendet. Das mittlere Bild ist eine Kopie der Kreuzabnahme von Rembrandt. Es wird der Nachmittag des Karfreitag dargestellt. Jesus wird begraben. Auf der linken Seite ist die Anbetung der Könige zu sehen. Die ankommenden Könige huldigen dem Jesuskind, das Maria auf den Knien trägt. Der Flügel daneben zeigt die Anbetung der Hirten und der Frauen. Als Besonderheit sind dem Ochsen und dem Esel Huhn und Hund beigefügt. Der Himmel darüber ist geöffnet und mit musizierenden Engeln umgeben. Auf dem Flügel auf der anderen Seite die Taufe Jesu zu sehen. Über der Anbetung wird das letzte Abendmahl gezeigt und unter der Darstellung der Beschneidung eine Kreuzigungsszene. Die Auferstehung schließt den Zyklus.
Die Kanzel aus der Zeit der Renaissance (am 13. Juli 1585 gesettet) gehört zu den qualitätvollsten in Mecklenburg. Sie ist verziert mit Bildnissen von Mose und Aron, alttestamentlichen Propheten und den vier Evangelisten und weist so den Weg vom Alten zum Neuen Testament.
Die Wangen des Gestühls wurden nach den Datierungen von 1571 bis 1589 aus Eichenbohlen angefertigt. Nach neueren Untersuchungen gilt dieses Kirchengestühl als das älteste evangelische in Deutschland. Die Wangen zeigen verschiedene Zugehörigkeiten wie z. B.: die der Bader, der Ankerschmiede, des Scharfrichters, der Schifferkompagnie usw. An die Bänke der Träger sind nicht mit einem Symbol gekennzeichnet, sondern es wurden zwei spätgotische Lichtebome angebracht. Diese wurden vor der Reformation den Prozessionen vorangetragen. Der wertvollere der beiden Stableuchter zeigt zweimal die Maria mit dem Kind. Die bekrönende Kerze erinnert an das ewige Licht. Das Gestühl wurde bei der Sanierung bis 1978 nach neuer Konzeption neu aufgestellt.
An der Nordseite des Altarraumes hängt ein Gemälde. Es wird vor dem Panorama der Stadt Wismar ein mächtiges Kriegsschiff dargestellt.
Die Dreikönigsgruppe aus der ersten Hälfte des 15. Jahrhunderts befand sich ursprünglich in St. Georgen, sie wurde 1945 in diese Kirche verbracht. Sie war Teil eines Flügelaltares. Die Figuren waren mehrfach übermalt, die barocke Farbfassung wurde 1997 wieder freigelegt. Darunter kamen zum Teil mittelalterliche Bemalungen zum Vorschein und es sind Reste von alter Vergoldung zu sehen. Die fast lebensgroßen Figuren sind aus Eiche geschnitzt. Ausnahmen sind das Gefäß des dritten Königs, das aus Lindenholz ist und der rechte arme des knienden Königs wurde aus Nussbaum geschnitzt. Die Gruppe besteht aus vier einzelnen Figuren. Die Muttergottes sitzt auf einer Bank und hat das Jesuskind auf dem Schoß. Balthasar hatte ursprünglich ein mit Gold gefülltes Kästchen in den Händen, das verloren ging. Melchior und Kaspar überbringen in Gefäßen Weihrauch und Myrrhe, im Gegensatz zu Balthasar tragen sie Kronen.
Der spätgotische Altarschrein in der Nordkapelle stammt ebenfalls aus St. Georgen. Die apokalyptische Madonna wird von den Heiligen Martin und Georg flankiert. Sie trägt einen Sternenmantel und steht auf einer Mondsichel. Der Jesusknabe hält in der linken Hand eine Weltkugel und segnet mit der rechten Hand. Georg kämpft mit dem Drachen und Martin gibt einem Bedürftigen ein Almosen. Auf den Flügeln sind Szenen aus dem Marienleben dargestellt. Dieser Altar befindet sich nicht mehr in der Kirche.

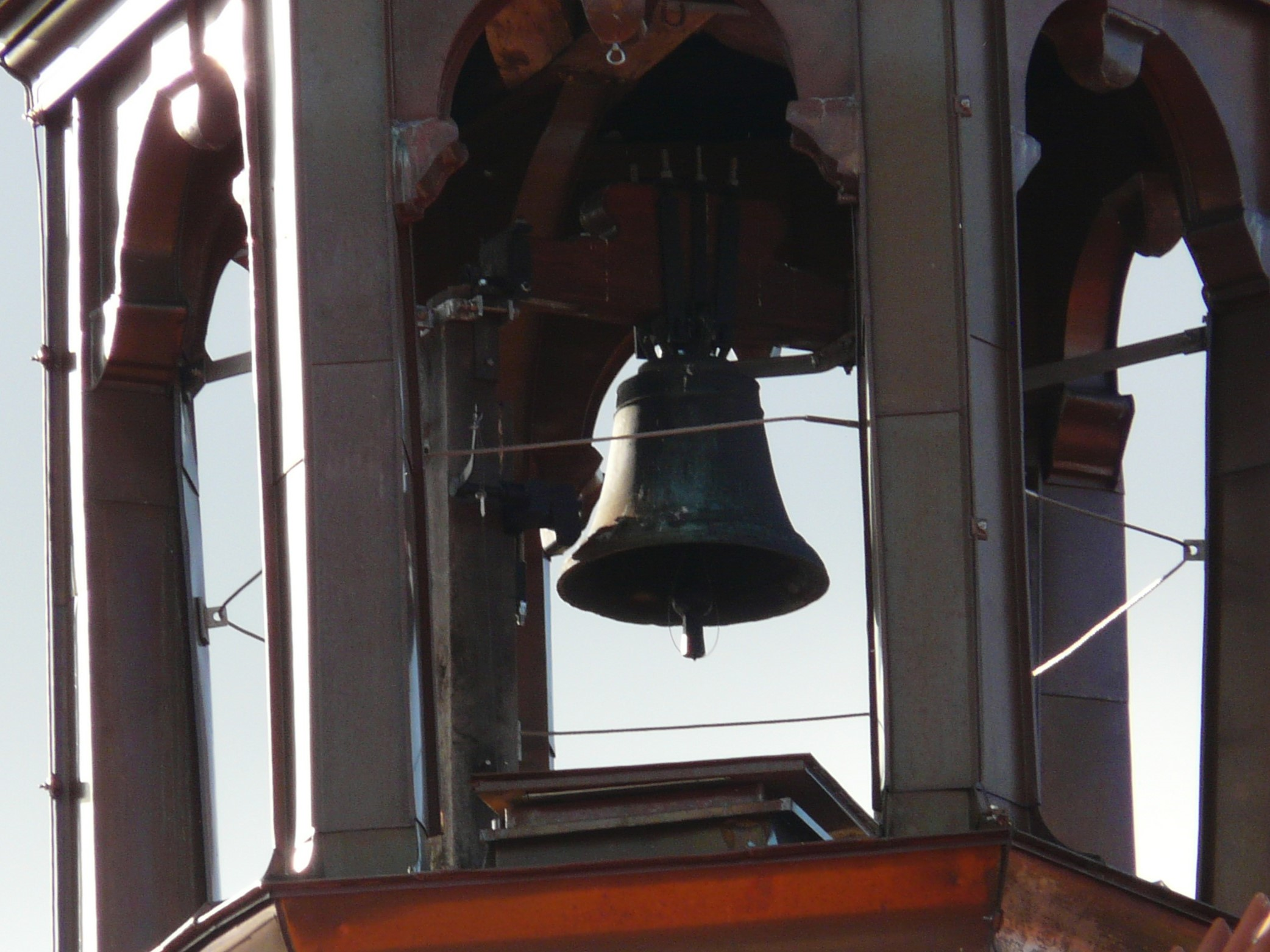
Glocke von 1473

Ein Schnitzaltar zeigt die Darstellung der Anna selbdritt zwischen den Figuren der Heiligen Martin und Georg. Er steht derzeit in der Nordkapelle.
Das Schiffsgemälde wurde um 1600 gemalt. Es steht für die wirtschaftliche Blüte der Stadt Wismar. Ein prächtiges, mit Flaggen geschmücktes Schiff kehrt in den Hafen zurück. Wismar wird im Hintergrund als Panorama dargestellt. Es sind die noch mit Helmen gedeckten Kirchtürme, die auch als Seezeichen dienen, zu sehen. Die Schiffer-Compagnie ließ das Bild 1836 restaurieren, eine zweite Restaurierung wurde 1938 vorgenommen.
Im Stadtgeschichtlichen Museum werden eine vergoldete Madonna und ein flaches Bronzebecken aufbewahrt, die aus der Heiligen-Geist-Kirche stammen. Die Inschrift auf dem Becken lautet: „Anno d(omi)ni m cccc lxj hinrik bruluesse heft dessen schapen goten unde dorch got ge gheven dan sal nemant den he van hir nemen orate p(ro) eo.“

## Glocke
Im neuzeitlichen Dachreiter befindet sich eine kleine Glocke aus dem Jahr 1473. Sie hat folgende technische Daten:
| Glocke | Gießer    | Gussjahr | Durchmesser | Gewicht | Nominal |
| ------ | --------- | -------- | ----------- | ------- | ------- |
| 1      | Unbekannt | 1473     | 630 mm      | ~170kg  | f² -5   |

An der Schulter der Glocke verläuft ein Schriftband mit der Minuskelinschrift: Anno domini M cccclxxiii. Am Schluss ein Gießerzeichen.

## Orgel

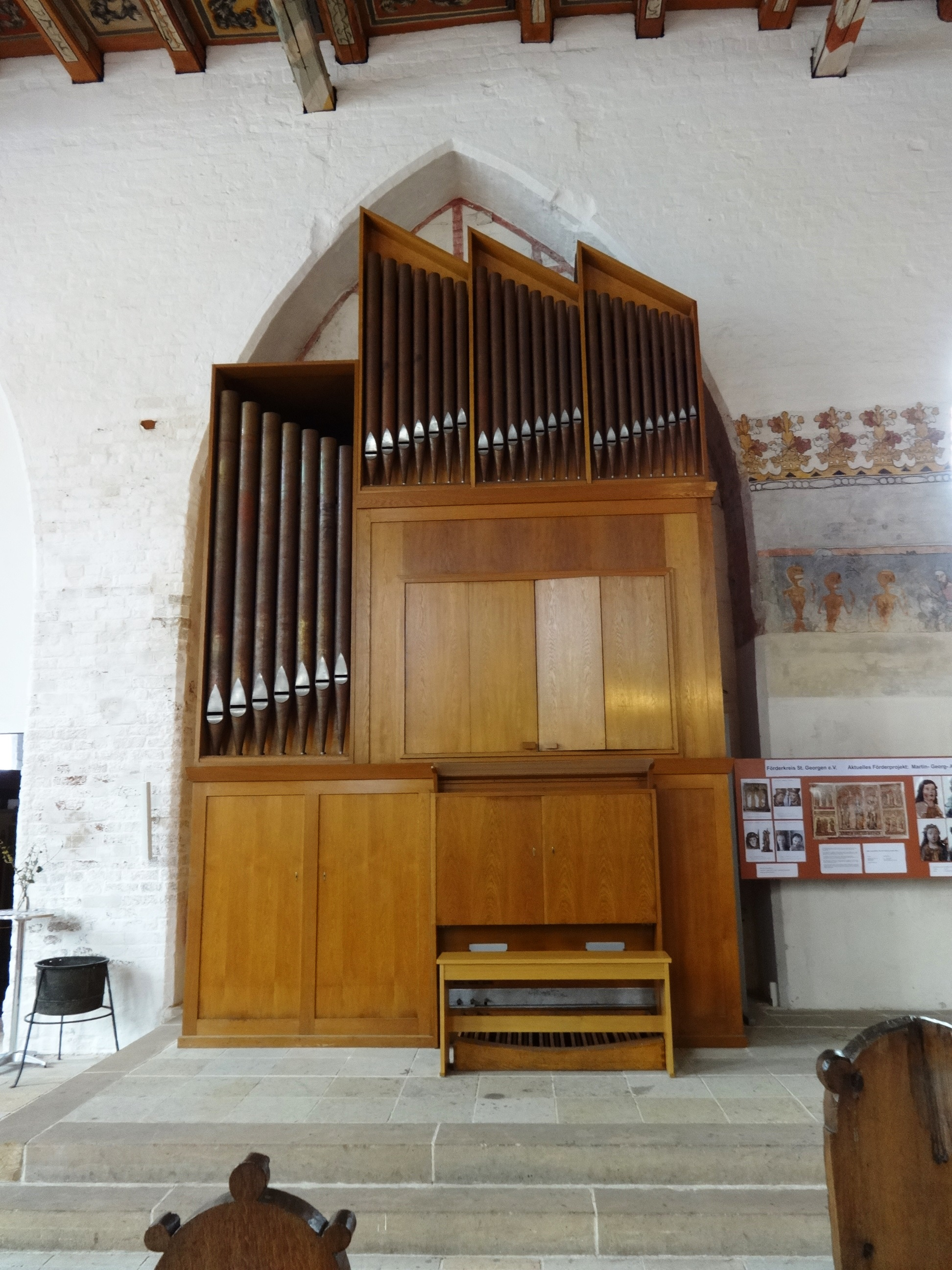
Die Böhm-Orgel von 1968

Die Kirche erhielt 1968 eine Orgel durch Rudolf Böhm (Gotha) mit folgender Disposition:
| I Hauptwerk C–g3 |           |        |
| 1.               | Prinzipal | 8′     |
| 2.               | Quintade  | 8′     |
| 3.               | Oktave    | 4′     |
| 4.               | Quinte    | 2 ⁄3′′ |
| 5.               | Waldflöte | 2′     |
| 6.               | Mixtur IV | 1 ⁄3′  |

| II Brustwerk C–g3 |             |        |
| 7.                | Gedackt     | 8′     |
| 8.                | Blockflöte  | 4′     |
| 9.                | Prinzipal   | 2′     |
| 10.               | Quinte      | 1 ⁄3′′ |
| 11.               | Scharff III | 1′     |
| 12.               | Krummhorn   | 8′     |

| Pedal C–f1 |                  |     |
| 13.        | Subbaß           | 16' |
| 14.        | Pommer           | 8′  |
| 15.        | Choralbaß        | 4′  |
| 16.        | Rauschpfeife III |     |

- Koppeln: II/I, I/P, II/P als Fußrasten
- Traktur: Schleifladen, vollmechanisch

## Trivia
Das Einfahrtstor zum Hof diente als Kulisse für die fiktive Polizeistation der SOKO Wismar.